# Delta delay
Delta delay används inom simulering av HDL-kod (till exempel VHDL) där alla element har 0 ns i fördröjning. För varje signaltilldelning insätts en delta delay för att modellen ska kunna behålla den sekventiella ordningen för hur signaltilldelningarna utförs. 